# Drusus erimanthos
Drusus erimanthos là một loài Trichoptera trong họ Limnephilidae. Chúng phân bố ở miền Cổ bắc.